# Tinashe
Tinashe Jorgensen Kachingwe, conhecida profissionalmente como Tinashe (Lexington, EUA, 6 de fevereiro de 1993), é uma cantora, compositora, produtora musical, dançarina, atriz e ex-modelo norte-americana. Começou sua carreira no entretenimento aos 3 anos de idade, quando ela começou a modelar e atuar. Em 2007, Tinashe foi integrante de um girl group chamado The Stunners, também composta pela cantora e atriz, Hayley Kiyoko. A banda terminou em 2011, e em 2012, Tinashe lançou seus primeiros projetos em carreira solo, duas mixtapes aclamadas pela crítica, In Case We Die (2012) e Reverie (2012), que ela criou em seu estúdio em casa. Após o lançamento das mixtapes, Tinashe assinou contrato com a RCA Records. Posteriormente, lança sua terceira mixtape Black Water (2013). Seu single de estreia, "2 On", alcançou o topo da parada Rhythmic, e chegou ao número 24 na tabela norte-americana Billboard Hot 100. Lançado em 2014, seu álbum de estreia Aquarius foi universalmente aclamado e observado por críticos de música como uma estreia "sólida" por uma nova artista feminina em anos.
Tinashe estreou como atriz no filme para televisão Cora Unashamed (2000). Também apareceu no filme sucesso de bilheteria O Expresso Polar com o ator Tom Hanks, e entre 2008 e 2009, Tinashe teve um papel recorrente no seriado americano Two and a Half Men como a namorada de Jake, Celeste.

## Características musicais

### Influências
Tinashe foi inspirada pela música por seus pais quando tocavam em casa durante sua juventude. Ela cita Michael Jackson, Janet Jackson, Britney Spears, Sade, e Christina Aguilera como suas influências.
| “ | "Eu acho que eles são todos icônicos de algum jeito. Todos eles são incríveis cantores, vocalistas, performers e aquele aspecto vivo é algo que eu admiro. Eu sempre quero colocar num ótimo show ao vivo." | ” |

## Discografia
Álbuns de estúdio
- 2014: Aquarius
- 2016: Nightride
- 2018: Joyride
- 2019: Songs for You
- 2021: 333
- 2023: BB/Ang3l
- 2024: Quantum Baby

Mixtapes
- 2012: In Case We Die
- 2012: Reverie
- 2013: Black Water
- 2015: Amethyst

## Turnês
Como artista principal
- Aquarius Tour (2014–15)
- Joyride World Tour (2016)[12]

Como ato de abertura
- The Pinkprint Tour - Nicki Minaj (2015)
- The Prismatic World Tour - Katy Perry (2015)
- Maroon V Tour - Maroon 5 (2017)

## Teatro
| Ano  | Título | Papel | Notas |
| ---- | ------ | ----- | --- |
| 2007 | 13     | —     | Pré-temporada da Broadway; O musical decorreu entre 7 de janeiro de 2007 até 18 de fevereiro de 2007 no The Mark Taper Forum em Los Angeles. |

## Filmografia
| Ano     | Título                                         | Papel                 | Notas                                                   |
| ------- | ---------------------------------------------- | --------------------- | ------------------------------------------------------- |
| 2000    | Cora Unashamed                                 | Josephine             | Telefilme                                               |
| 2001    | Call Me Claus                                  | Young Lucy            | Telefilme                                               |
| 2003    | Masked and Anonymous                           | Mrs. Brown's Daughter |                                                         |
| 2004    | Rocket Power                                   | Leilani Makani        | Voz; "Island of the Menhune" (Temporada 3, Episódio 24) |
| 2004    | Time Out                                       | Shawnee               | Curta-metragem                                          |
| 2004    | The Polar Express                              | Hero Girl             | Papel único                                             |
| 2006    | Akeelah and the Bee                            | Vários papéis         | Voz                                                     |
| 2006    | Holly Hobbie and Friends: Surprise Party       | Carrie Baker          | Voz                                                     |
| 2006    | Holly Hobbie and Friends: Christmas Wishes     | Carrie Baker          | Voz                                                     |
| 2007    | Avatar: The Last Airbender                     | On Ji                 | Voz; "The Headband" (Temporada 3, Episódio 2)           |
| 2007    | Holly Hobbie and Friends: Secret Adventures    | Carrie Baker          | Voz                                                     |
| 2007    | Holly Hobbie and Friends: Best Friends Forever | Carrie Baker          | Voz                                                     |
| 2007–08 | Out of Jimmy's Head                            | Robin                 | Voz; Papel principal                                    |
| 2008–09 | Two and a Half Men                             | Celeste Burnett       | Participação recorrente; 2008–09                        |
| 2011    | Justin Bieber: Never Say Never                 | Ela mesma             |                                                         |
| 2019    | Rent: Live                                     | Mimi Marquéz          | Protagonista                                            |
| 2023    | House Party                                    | Ela mesma             | Voz                                                     |

## Prêmios e indicações
| Ano  | Premiação               | Categoria                        | Recipiente                                              | Resultado |
| ---- | ----------------------- | -------------------------------- | ------------------------------------------------------- | --------- |
| 2014 | Soul Train Music Awards | Best Dance Performance           | "2 On" com Schoolboy Q                                  | Indicado  |
| 2015 | YouTube Music Awards    | 50 artists to watch              | Ela mesma                                               | Venceu    |
| 2015 | BET Awards              | Best New Artist                  | Ela mesma                                               | Indicado  |
| 2015 | BMI R&B/Hip-Hop Awards  | Most Performed R&B/Hip-Hop Songs | "2 On"                                                  | Venceu    |
| 2015 | Soul Train Music Awards | Best New Artist                  | Ela mesma                                               | Indicado  |
| 2016 | Ivor Novello Awards     | Best Contemporary Song           | "All My Friends" (with Snakehips and Chance the Rapper) | Venceu    |